# Venedora d'amorets
La Venedora d'amorets és un fresc provinent de la de Vil·la d'Ariadna, trobat durant les excavacions arqueològiques de l'antiga ciutat d'Estàbia (l'actual Castellammare di Stabia) i conservat al Museu Arqueològic Nacional de Nàpols. És una de les obres més reproduïdes durant el període neoclàssic i rococó.

## Història i descripció
El fresc es remunta a mitjans del segle i, període en què el tercer estil pompeià estava de moda, i es va pintar en un cubiculum de la Vil·la d'Ariadana, prop d'una altra habitació decorada exclusivament amb figures femenines, entre les quals Flora: és concebible, per tant, que aquella zona de la vil·la estava reservada exclusivament per a dones.
Va ser trobat l'any 1759, durant les exploracions dels Borbons, i va ser retirat per passar a formar part de la col·lecció del rei. L'èxit del fresc va ser tal que tota la vil·la s'anomenava originàriament Villa della vendatrice di amorini (Vil·la de la venedora d'amorets).
El fresc va ser objecte de nombroses còpies i imitacions al llarg del segle xix, tant que Charles Baudelaire va acusar els artistes de l'època de manca d'originalitat. Entre les diverses imitacions, la de Joseph-Marie Vien (amb l'obra anomenada Marchande d'Amours, feta l'any 1763), encara que en aquest cas l'artista només en tragués inspiració. Jacques-Louis David, alumne de Vien, en canvi, va fer un esbós fidel a l'obra original, amb elements del gust artístic de l'època. També va ser reproduït pels escultors Henry Fuseli, Bertel Thorvaldsen, Adamo Tadolini, i Christian Gottfried Jüchtzer (que en va fer una escultura), i per la Real Fabbrica Ferdinandea, que va utilitzar el tema del fresc com a tema decoratiu de plats, tasses i safates de porcellana.

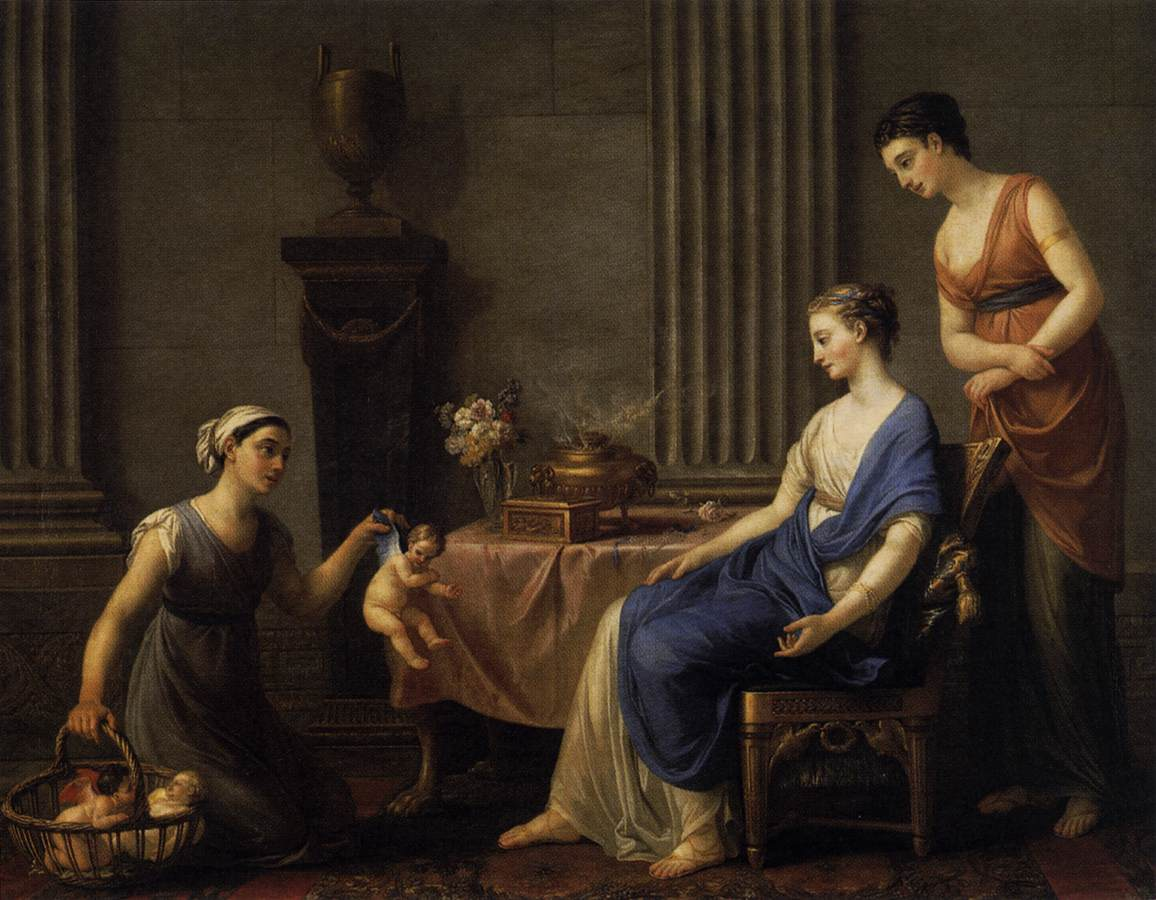
La Marchande d'Amours, del pintor Joseph-Marie Vien (1763)
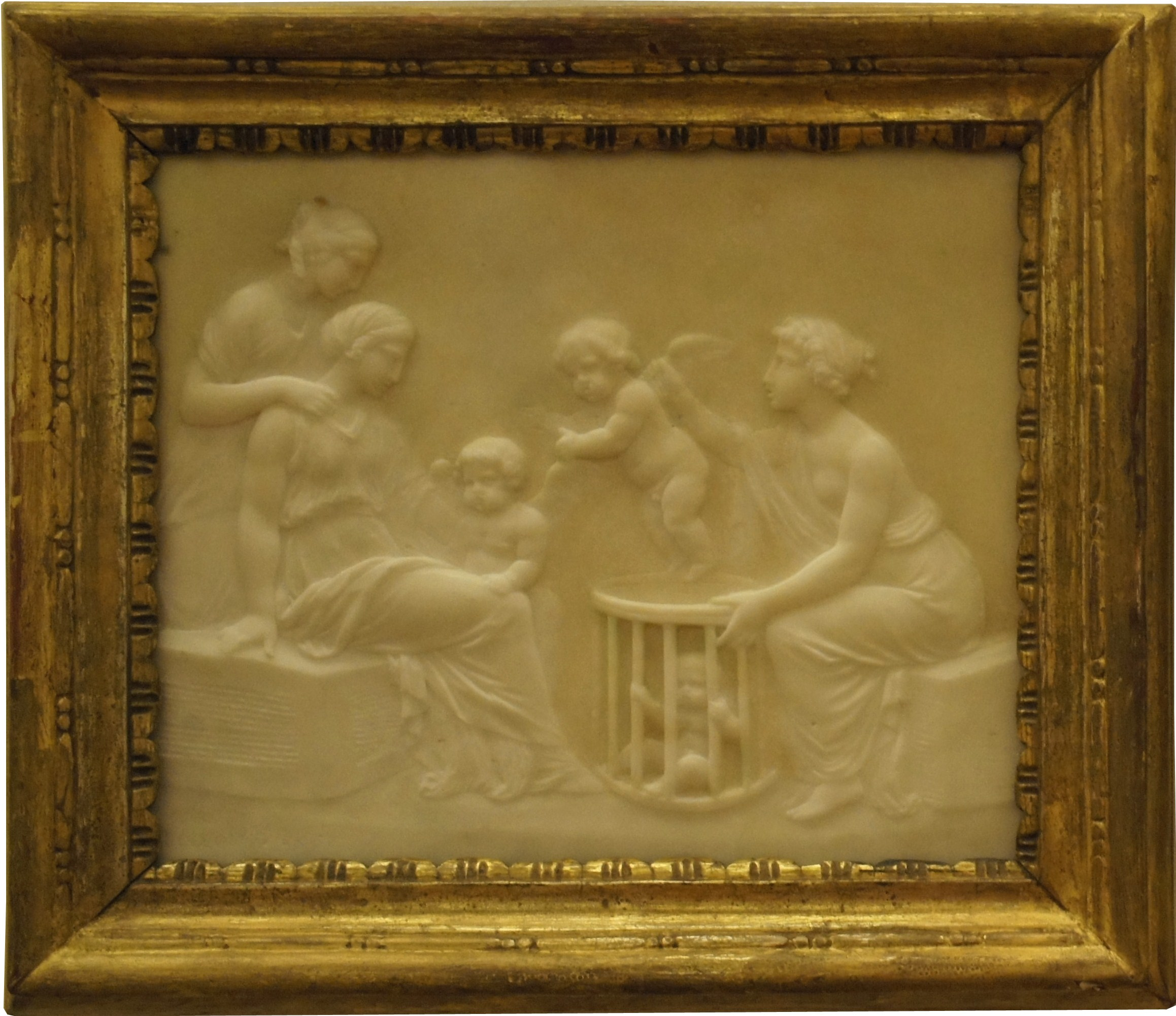
La venedora d'amorets, de l'escultor Michel Clodion (1765-1768)
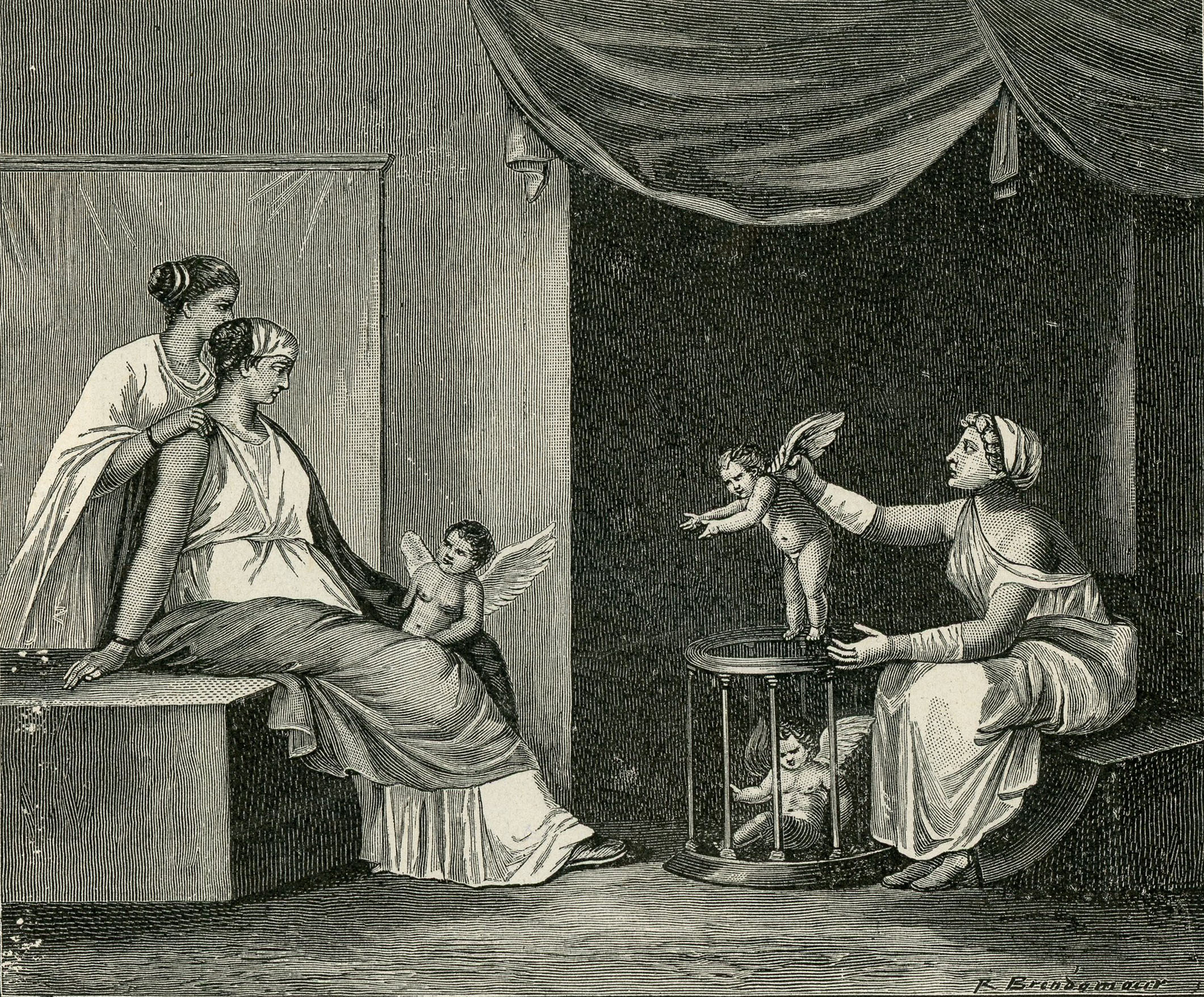
Mercato degli Amorini, affresco di Pompei, xilografia de Richard Brend'amour (1894). Museu Nacional de Nàpols

La composició, dividida en dos sectors, en què actuen dos grups de personatges, és d'una clara inspiració teatral. Al costat esquerre es representa una matrona romana amb una criada al darrere, i als seus peus, gairebé amagat pel vestit, un amoret aletejant, decidit a mirar les seves dones. Al costat dret, en canvi, hi ha representada una dona d'edat avançada que treu un amoret de la gàbia, subjectant-lo per una ala, mentre un altre s'arrossega dins del petit aviari, esperant ser mostrat. Tota l'escena té un gust típicament hel·lenístic, referida als mims i els epigrames; la intenció de l'autor era conduir l'observador a la meditació, en aquest cas dels mals d'amor.